# Baniocha
Baniocha (prononciation : [baˈɲɔxa]) est un village polonais de la gmina de Góra Kalwaria dans le powiat de Piaseczno de la voïvodie de Mazovie dans le centre-est de la Pologne.

## Géographie
Il se situe à environ 8 kilomètres au nord-ouest de Góra Kalwaria (siège de la gmina), 10 km au sud-ouest de Piaseczno (siège du powiat) et à 24 km au sud de Varsovie (capitale de la Pologne).
Le village compte approximativement une population de 4 004 habitants en 2006.

## Histoire
De 1975 à 1998, le village appartenait administrativement à la voïvodie de Varsovie.